# Fontanamare
Fontanamare o Funtanamare (Funtan'e Mari in sardo, ossia Fontana di Mare) è una località del comune di Gonnesa, un tempo interessata per le strutture e gli impianti, ancora visibili, alle attività minerarie, oggi famosa e rinomata spiaggia del territorio, una delle più vaste ed estese della provincia del Sulcis Iglesiente.
Attualmente vi si trova uno dei quattro punti d'accesso della marina di Gonnesa, nel golfo del Leone. Si tratta di circa 4 km di litorale sabbioso suddiviso, per convenzione, con i nomi dei punti d'accesso alla spiaggia: Porto Paglia, Punt'e S'arena, spiaggia di Mezzo (o Plagemesu in sardo) e per l'appunto Fontanamare.

## Ambiente
La spiaggia di Fontanamare si trova a ridosso di una pineta che si estende per la quasi totale lunghezza del litorale sabbioso, e subito oltre si trova la palude Sa Masa, una delle zone umide più importanti della Sardegna, e costante meta di appassionati di birdwatching per la presenza di specie acquatiche molto rare, fra cui il famoso pollo sultano e l'anatra marmorizzata (Marmaronetta angustirostris).

## Miniere
Come tutti i litorali delle miniere del sud-ovest sardo, anche questo ricopriva un'importanza fondamentale nell'industria mineraria: infatti, data l'assenza di un porto nelle immediate vicinanze, i carichi di minerale venivano portati fino alle spiagge e venivano poi caricati in piccole barche, chiamate bilancelle, portate da marinai (il cui nome in gergo era Galanziere) che trasportavano il materiale fino all'Isola di Carloforte.
È presente inoltre lo sbocco di una galleria di scolo, costruita nel 1875 e nota col nome di Umberto I, lunga circa 6 km, che partiva dal complesso minerario di Monteponi e con una portata di circa 800 litri per secondo permetteva di migliorare notevolmente il deflusso delle acque che erano presenti in quelle miniere.
Nella zona vi sono una serie di ruderi di edifici di costruzione piuttosto recente, ma vi sono anche i resti di un fumaiolo di una piccola fonderia mineraria.

## Fortificazioni militari
Sono presenti resti (in progressiva degradazione) di fortificazioni militari, costruite durante la II Guerra Mondiale, periodo in cui tutto il litorale venne fortificato e presidiato militarmente per prevenire un possibile sbarco degli alleati angloamericani, e per proteggere le importanti industrie minerarie della zona.

## Sport
La spiaggia di Fontanamare, data la forte esposizione ai venti e la totale assenza di rocce per molte centinaia di metri, è frequentata da appassionati di Surf, Windsurf e Kitesurf.

## Galleria d'immagini

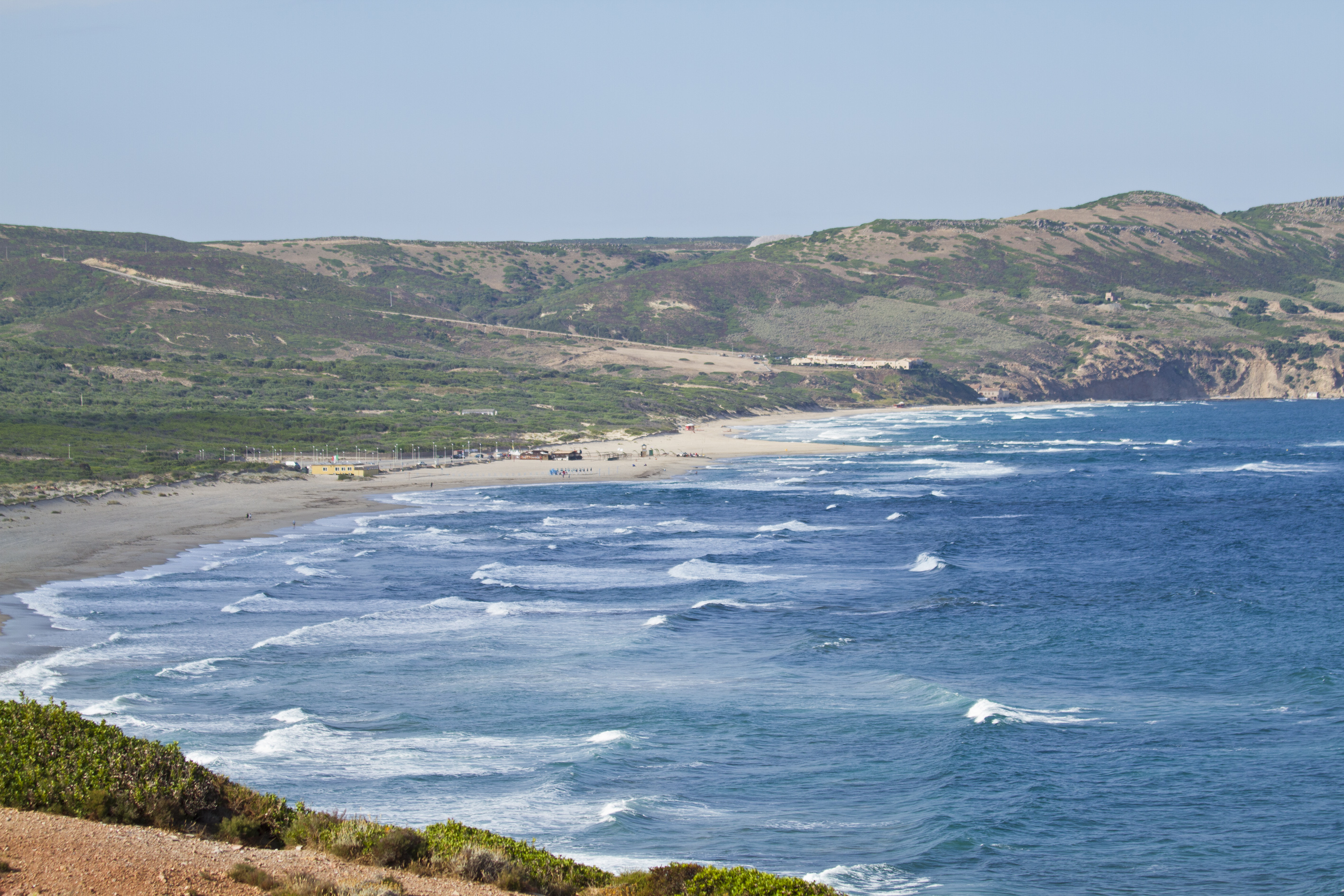
Marina di Gonnesa
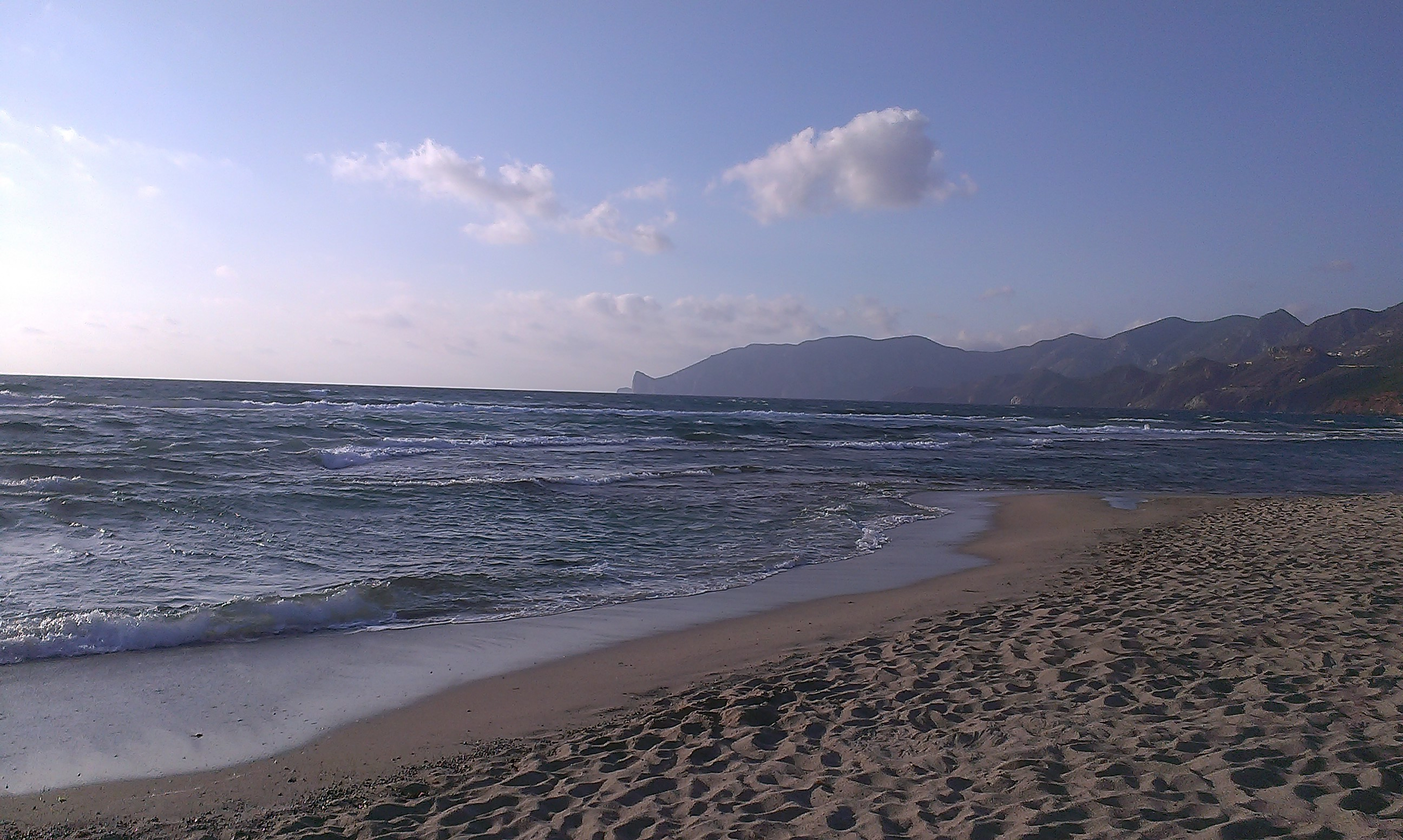
Plagemesu
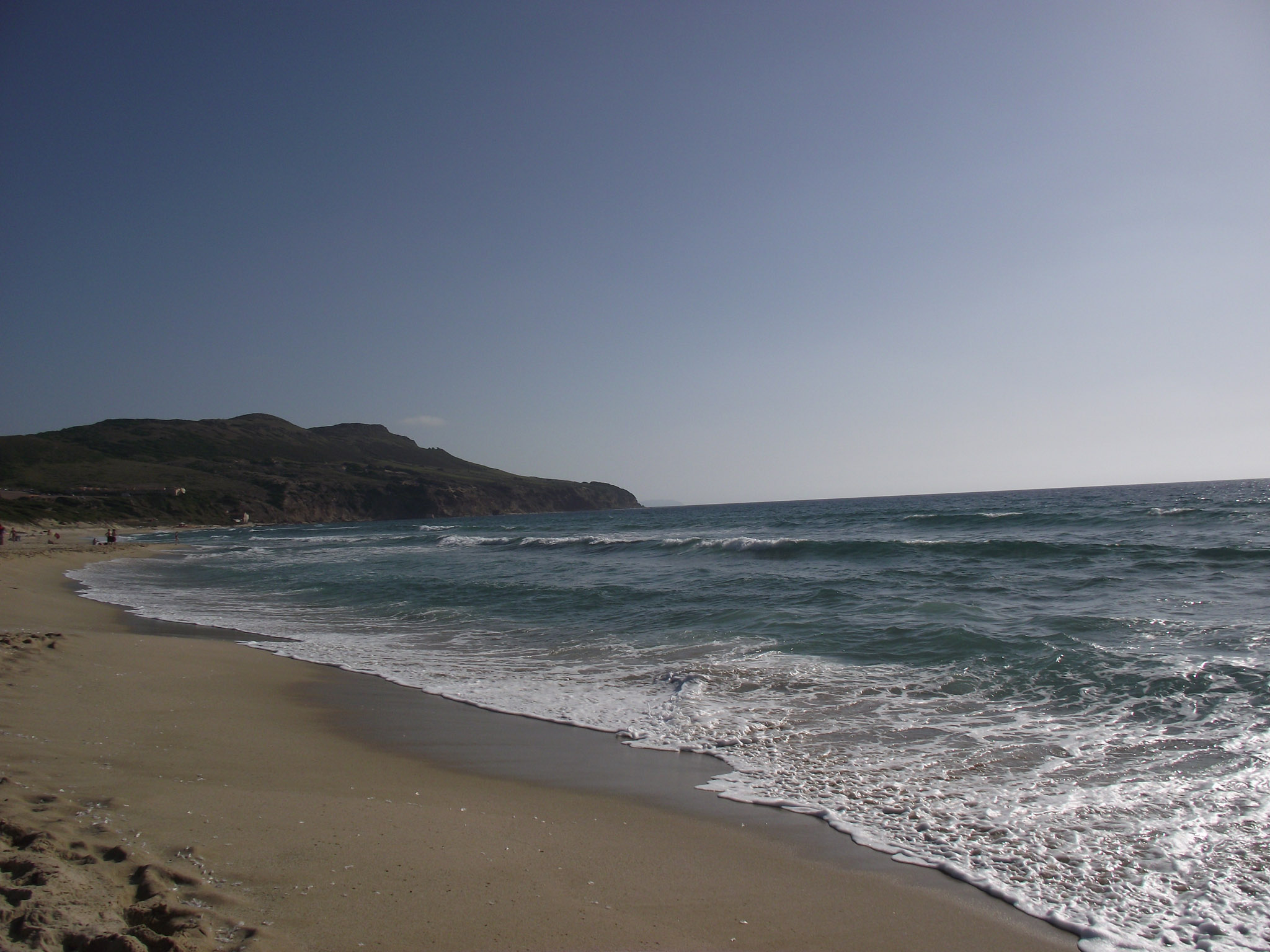
Punt'e S'arena